# Aprionus mycophiloides
Aprionus mycophiloides är en tvåvingeart som beskrevs av Jaschhof 2004. Aprionus mycophiloides ingår i släktet Aprionus och familjen gallmyggor. Inga underarter finns listade i Catalogue of Life.